# Guidantonio da Montefeltro
Guidantonio da Montefeltro (1378 – Urbino, 20 febbraio 1443) è stato un condottiero italiano.
Fu conte di Urbino e signore di Assisi, Bastia Umbra, Cagli, Castel Durante, Città di Castello, Forlì, Forlimpopoli, Gubbio, Lamoli, Mercatello, Montone, Nocera Umbra, Ostra, Sant'Angelo in Vado e Spello.

## Biografia
Nel 1404 si fece investire da papa Bonifacio IX con il titolo di conte di Urbino fino alla terza generazione per 1 200 fiorini. Essendosi in seguito distaccato dal papa per unirsi al re Ladislao d'Angiò-Durazzo, che nel 1411 lo creò gran connestabile del Regno di Napoli, fu scomunicato. Con questo pretesto, conquistò Assisi.
In seguito si riconciliò con lo Stato Pontificio e fece ossequio a papa Martino V divenendone il principale alleato assieme agli Sforza e che sostenne contro Braccio da Montone.
Nel 1426 il papa lo investì del dominio di Castel Durante, ovvero Urbania, che egli assediò ed occupò nel 1427. Nel 1430 assediò Lucca con l'esercito fiorentino ma venne pesantemente sconfitto da Niccolò Piccinino e dai lucchesi.
Per Federico (e non Guidantonio), stando alla testimonianza di Giorgio Vasari, lavorò a lungo Piero della Francesca.
Oltre al titolo ereditario di Conte ebbe a titolo vitalizio quello ducale, egli figura infatti tra i Duchi di Spoleto ossia tra i governatori della provincia umbra dello Stato pontificio.

## Discendenza
Sposò in prime nozze nel novembre 1397 Rengarda Malatesta (morta nel 1423), dalla quale, in ventisei anni di matrimonio, non ebbe figli.
Da una relazione con Elisabetta degli Accomanducci, dama di compagnia della contessa, nacque:
- Federico III, legittimato, secondo duca di Urbino.

Da un'altra relazione extraconiugale sarebbe nata:
- Aura, figlia naturale sposata al conte Bernardino Ubaldini della Carda, comandante generale della Compagnia Feltria.

Dopo la morte di Rengarda, sposò in seconde nozze il 23 gennaio 1424 Caterina Colonna, figlia di Lorenzo Onofrio e nipote di papa Martino V. La coppia ebbe sei figli:
- Raffaello Maria (nato e morto il 4 luglio 1425);
- Oddantonio (1427-1444), che succedette al padre e fu primo duca di Urbino;
- Brigida Sveva (23 luglio - 29 settembre 1428), visse solo due mesi;
- Violante (1430-1493), moglie di Novello Malatesta, si fece monaca alla morte del marito;
- Agnese (1431-1447), sposata a Alessandro Gonzaga, Marchese di Castel Goffredo, Castiglione e Solferino;
- Sveva (1434-1478), moglie di Alessandro Sforza, poi costretta a farsi monaca, divenne la "Beata Serafina".

## Ascendenza
|                            |   |                          | Genitori                        |  |  | Nonni |  |  | Bisnonni             |  |  | Trisnonni                 |  |
|                            |   |                          |                                 |  |  |       |  |  | Nolfo da Montefeltro |  |  | Federico I da Montefeltro |  |
|                            |   |                          |                                 |  |  |       |  |  | Nolfo da Montefeltro |  |  | Federico I da Montefeltro |  |
|                            |   | …                        |                                 |  |  |       |  |  | Nolfo da Montefeltro |  |  |                           |  |
| Federico II da Montefeltro |   |                          |                                 |  |  |       |  |  | Nolfo da Montefeltro |  |  |                           |  |
|                            |   | Margherita Gabrielli     | Cante Gabrielli                 |  |  |       |  |  |                      |  |  |                           |  |
|                            |   | Margherita Gabrielli     | Cante Gabrielli                 |  |  |       |  |  |                      |  |  |                           |  |
|                            |   | Margherita Gabrielli     | …                               |  |  |       |  |  |                      |  |  |                           |  |
| Antonio II da Montefeltro  |   | Margherita Gabrielli     |                                 |  |  |       |  |  |                      |  |  |                           |  |
|                            |   | Ugolino Gonzaga          | Guido Gonzaga                   |  |  |       |  |  |                      |  |  |                           |  |
|                            |   | Ugolino Gonzaga          | Guido Gonzaga                   |  |  |       |  |  |                      |  |  |                           |  |
|                            |   | Ugolino Gonzaga          | Beatrice di Bar                 |  |  |       |  |  |                      |  |  |                           |  |
| Teodora Gonzaga            |   | Ugolino Gonzaga          |                                 |  |  |       |  |  |                      |  |  |                           |  |
|                            |   | Emilia della Gherardesca | Fazio Novello della Gherardesca |  |  |       |  |  |                      |  |  |                           |  |
|                            |   | Emilia della Gherardesca | Fazio Novello della Gherardesca |  |  |       |  |  |                      |  |  |                           |  |
|                            |   | Emilia della Gherardesca | Contelda Spinola                |  |  |       |  |  |                      |  |  |                           |  |
| Guidantonio da Montefeltro |   | Emilia della Gherardesca |                                 |  |  |       |  |  |                      |  |  |                           |  |
|                            | … | …                        |                                 |  |  |       |  |  |                      |  |  |                           |  |
|                            | … | …                        |                                 |  |  |       |  |  |                      |  |  |                           |  |
|                            | … | …                        |                                 |  |  |       |  |  |                      |  |  |                           |  |
| Giovanni III di Vico       | … |                          |                                 |  |  |       |  |  |                      |  |  |                           |  |
|                            |   | …                        | …                               |  |  |       |  |  |                      |  |  |                           |  |
|                            |   | …                        | …                               |  |  |       |  |  |                      |  |  |                           |  |
|                            |   | …                        | …                               |  |  |       |  |  |                      |  |  |                           |  |
| Agnesina di Vico           |   | …                        |                                 |  |  |       |  |  |                      |  |  |                           |  |
|                            |   | …                        | …                               |  |  |       |  |  |                      |  |  |                           |  |
|                            |   | …                        | …                               |  |  |       |  |  |                      |  |  |                           |  |
|                            |   | …                        | …                               |  |  |       |  |  |                      |  |  |                           |  |
| ...                        |   | …                        |                                 |  |  |       |  |  |                      |  |  |                           |  |
|                            |   | …                        | …                               |  |  |       |  |  |                      |  |  |                           |  |
|                            |   | …                        | …                               |  |  |       |  |  |                      |  |  |                           |  |
|                            |   | …                        | …                               |  |  |       |  |  |                      |  |  |                           |  |
|                            |   | …                        |                                 |  |  |       |  |  |                      |  |  |                           |  |